# Cochylimorpha acriapex
Cochylimorpha acriapex är en fjärilsart som beskrevs av Józef Razowski 1967. Cochylimorpha acriapex ingår i släktet Cochylimorpha och familjen vecklare. Inga underarter finns listade i Catalogue of Life.